# Porto Alegre do Piauí
Porto Alegre do Piauí é um município brasileiro do estado do Piauí. Localiza-se a uma latitude 06º58'02" sul e a uma longitude 44º10'54" oeste, estando a uma altitude de 180 metros. Sua população estimada em 2004 era de 2 520 habitantes.
Possui uma área de 1160,4 km².